# Mouzon, Ardennes

Mouzon este o comună în departamentul Ardennes din nordul Franței. În 1 ianuarie 2022 avea o populație de 2.236 de locuitori.